# Wąwolnica

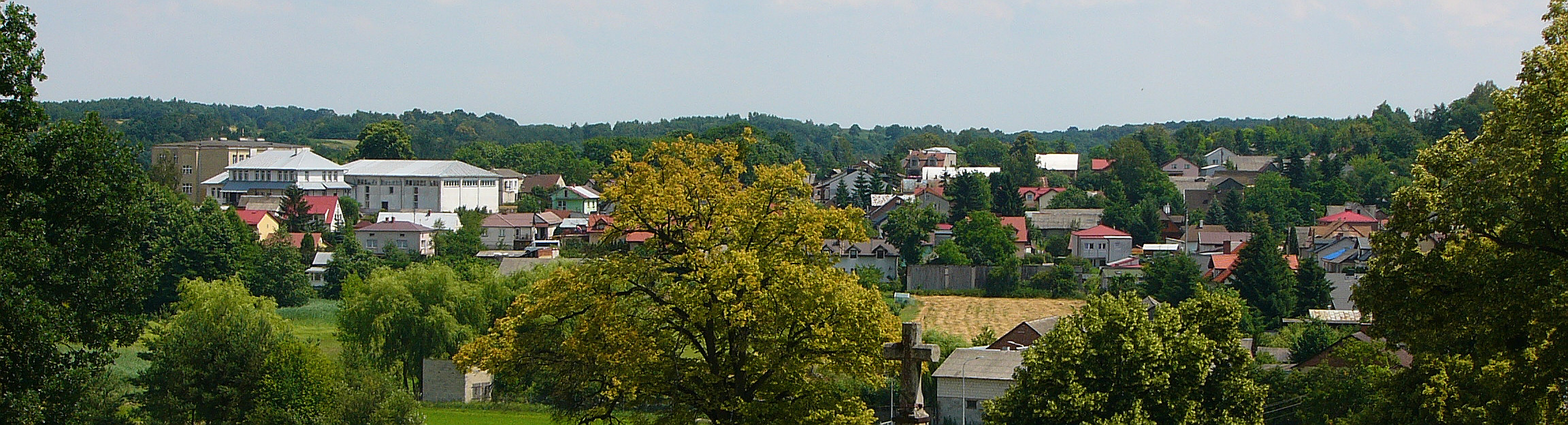
Wąwolnica widziana z cmentarza

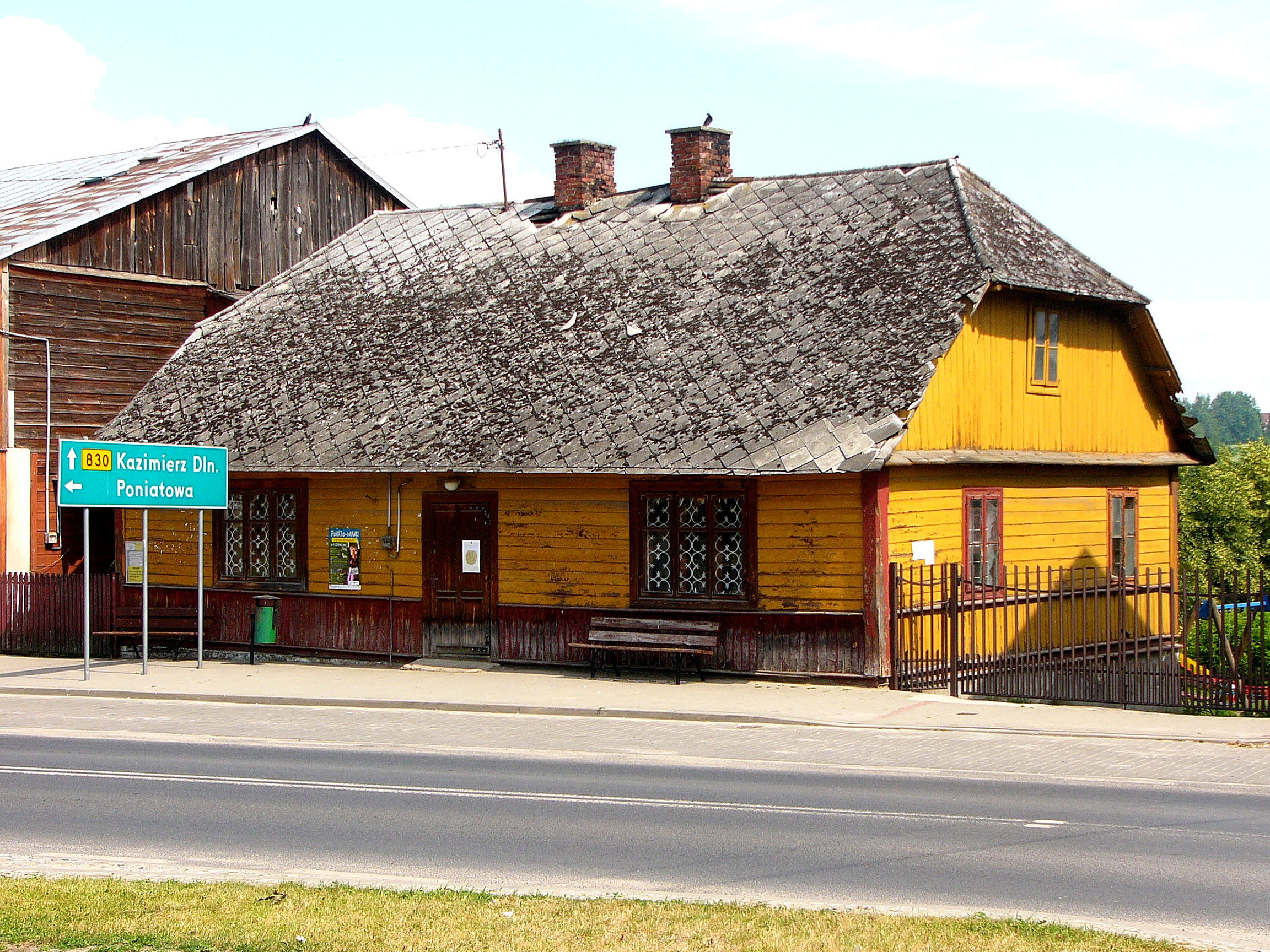
Fragment rynku miejskiego

Wąwolnica – miasto w Polsce, położone w województwie lubelskim, w powiecie puławskim, w gminie Wąwolnica, nad rzeką Bystrą. Stanowi sołectwo gminy Wąwolnica. Według Narodowego Spisu Powszechnego z roku 2011 liczyła 1115 mieszkańców.
Miasto królewskie, lokowane w 1346 roku. W XVIII wieku znajdowało się w starostwie wąwolnickim województwa lubelskiego. Została pozbawiona praw miejskich 31 maja 1870 i włączona do gminy Drzewce w powiecie nowoaleksandryjskim. W latach 1929–1954 siedziba wiejskiej gminy Wąwolnica w powiecie puławskim, a 1954–1972 gromady Wąwolnica tamże. Od 1973 siedziba reaktywowanej gminy Wąwolnica. W latach 1975–1998 miejscowość administracyjnie należała do  województwa lubelskiego. 1 stycznia 2025 Wąwolnica odzyskała status miasta.
Do 2024 częścią Wąwolnicy była Wąwolnica-Kolonia. Wraz z odzyskaniem statusu miasta przez Wąwolnicę 1 stycznia 2025 i określeniem granic miasta Wąwolnica-Kolonia nie weszła w skład miasta, stając się częścią wsi Łąki.
Wąwolnica jest siedzibą rzymskokatolickiej parafii św. Wojciecha.

## Historia
Wąwolnica jest jedną z najstarszych osad w Małopolsce (początkowo w ziemi sandomierskiej, a następnie w ziemi lubelskiej). Razem z Bochotnicą tworzyła wówczas centrum jakiejś jednostki administracyjnej. O wiekowej metryce miejscowości świadczy dokument – rękopis z 1027 roku przechowywany w klasztorze na Świętym Krzyżu. W nim napisano: W roku 1027 Ojcowie naszego klasztoru robili parafialną posługę w nowo założonej i świeżo do Wiary Świętej nawróconej osadzie Wawelnica. Ślady pierwszej bytności ludzi pochodzą jeszcze z epoki kamienia łupanego.
W XIII w. istniał gród obronny leżący przy ważnym gościńcu handlowym wiodącym od przeprawy na Wiśle w okolicy dzisiejszego Kazimierza Dolnego, przez Rzeczycę, Wąwolnicę do Lublina. W kronice parafialnej zapisano opowieść przekazywaną w wąwolnickiej tradycji: Strasznym był rok 1278 dla Polski. Nawała tatarska zalała ją całą. Ziemia Lubelska najwięcej od innych spustoszeniu uległa, wtedy w głąb kraju krocie spieszyły barbarzyńskie zagony, tu zakładały główne swoje obozowiska, tu zwozili łupy świeżą krwią zbroczone. Spędzane krocie nieszczęśliwych jeńców przeznaczonych na niewolników chana. Po wielkich spustoszeniach Lublina kolej przyszła na położoną od niego o 4 mile drogi Wąwolnicę. Od tego zdarzenia datuje się początek kultu Matki Boskiej Kębelskiej.
Przed 1370 r. wieś uzyskała prawa miejskie magdeburskie, stając się miastem królewskim, na najstarszej pieczęci miejskiej nazwa brzmiała Königsberg. Wybudowano zamek (wieżę królewską), kaplicę królewską pw. św. Wojciecha i mur obronny (we wschodniej części grubości 3 metrów). Czasy panowania króla Kazimierza Wielkiego były okresem świetności Wąwolnicy.
W XV w. Wąwolnica była miejscem odbywania sądów: ziemskiego, grodzkiego) i kasztelańskiego. W 1409 Władysław II Jagiełło nadał miastu przywilej targowy. Od 1444 na zamku miały miejsce obrady sądu kasztelana lubelskiego. W 1448 nastąpiła ponowna lokacja miasta na prawie magdeburskim. W 1458 Kazimierz IV Jagiellończyk oddał parafię benedyktynom ze Świętego Krzyża, którzy objęli patronat nad miastem i parafią. W XVI w. w Wąwolnicy odbywały się sądy wojewody lubelskiego nad szlachtą. W 1567 w. miejscowość całkowicie spłonęła. Król Zygmunt II August polecił wojewodzie Janowi Firlejowi założyć ją na nowo, wówczas miasto przeniesiono ze wzgórza kościelnego na obecne miejsce. W 1638 r. konsekrowano kościół dla benedyktynów, przebudowany z dawnej kaplicy królewskiej.
Od XVII w. postępował upadek miasta, które było niszczone kolejno przez wojska rosyjskie, szwedzkie i saskie. W 1795 Wąwolnica znalazła się w zaborze austriackim. Od 1809 należała do Księstwa Warszawskiego, a od 1815 do Królestwa Kongresowego. W 1819 nastąpiła kasacja klasztoru, a patronat nad miastem i parafią otrzymał książę Adam Jerzy Czartoryski. W 1820 w Wąwolnicy stały 132 domy drewniane i 4 murowane, z 1034 mieszkańcami. W 1870 władze carskie pozbawiły Wąwolnicę praw miejskich oraz zmieniły jej nazwę z Wawelnicy na obecną jako akt represji za wspomaganie powstańców styczniowych. W 1921 mieszkało w niej 1043 Żydów, co stanowiło 35% ogółu mieszkańców.
Podczas okupacji hitlerowskiej, w lutym 1942 roku Niemcy utworzyli getto dla żydowskich mieszkańców. Przebywało w nim około 2000 Żydów. W październiku 1943 roku nastąpiła ostateczna likwidacja getta. Żydzi zostali wywiezieni do gett w Kurowie, Opolu Lubelskim, Urzędowie. Stamtąd trafili do obozu zagłady w Bełżcu.
W 1944 roku przedstawicielstwa Armii Ludowej i Batalionów Chłopskich zawarły porozumienie o współdziałaniu na terenie gminy. Przeprowadzono kilka wspólnych akcji partyzanckich przeciw okupantowi. 2 maja 1946 wieś została spacyfikowana przez Ministerstwo Bezpieczeństwa Publicznego za sprzyjanie podziemiu antykomunistycznemu. Spalono ponad 100 domów i kilkaset zabudowań gospodarskich, w większości wraz ze zwierzętami domowymi. Płonącą wieś sfotografował amerykański reporter John Vachon.
W latach 1975–1998 miejscowość leżała w województwie lubelskim.

## Legenda
Według legendy ok. VII w. (niektóre źródła wspominają, że był to prawdopodobnie 721 rok) z Krakowa miał przypłynąć Wisłą książę Krak. Zwiedzając okolicę, natrafił na miejsce obecnej Wąwolnicy, której nadał imię Wawelnica – od nazwy swojej siedziby. Stąd miał wziąć się w herbie wsi Krak zabijający smoka. Tak naprawdę herb przedstawia św. Jerzego.

## Zabytki
- Kościół parafialny pw. św. Wojciecha wzniesiony w latach 1907–1914 z ofiar wiernych, w stylu neogotyku nadwiślańskiego, trójnawowy, z czerwonej cegły. W ołtarzu głównym znajduje się figura Madonny z XIII/XIV w., wyrzeźbiona w drzewie lipowym, nazywana Matką Bożą Wąwolnicką.
- Figura Matki Boskiej Kębelskiej – cel pielgrzymek
- 20 głosowe organy - twórca: Fabryka Organów St. Krukowski i Syn w Piotrkowie Trybunalskim (oddane w 1923 roku)

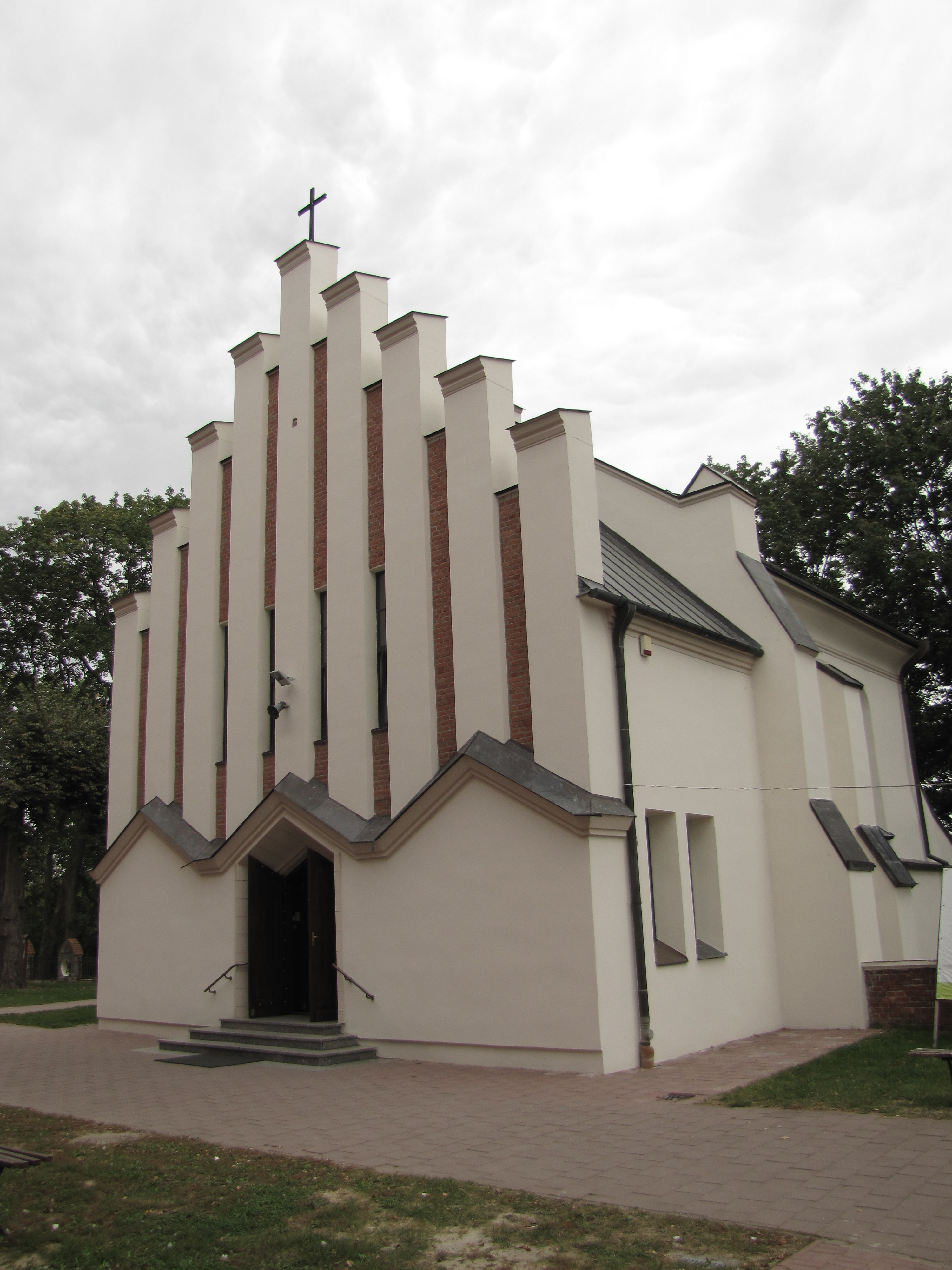
kaplica zamkowa pw. św. Wojciecha

## Turystyka
- Wąwolnica znajduje się na skraju Kazimierskiego Parku Krajobrazowego, pomiędzy ważnymi ośrodkami trójkąta turystycznego Puławy – Kazimierz Dolny – Nałęczów[24].
- Przez Wąwolnicę przechodzi trasa zabytkowej wąskotorowej Nałęczowskiej Kolei Dojazdowej. W czasie sezonu kursują tam rozkładowe pociągi turystyczne.
- Stanice wędkarskie.
- Wąwolnica leży w Krainie Lessowych Wąwozów

## Sport
W Wąwolnicy działa klub piłkarski KS Wawel Wąwolnica.

## Osoby związane z Wąwolnicą
- Eliasz z Wąwolnicy – teolog, profesor Uniwersytetu w Pradze, rektor Akademii Krakowskiej[25].
- Józef Gosławski (1908–1963) – polski rzeźbiarz i medalier. W Wąwolnicy spędził dzieciństwo, m.in. ukończył miejscową szkołę podstawową. Do wsi powrócił w latach okupacji – tworzył wówczas medale, a także liczne przedmioty artystyczne[26]. Imię Józefa Gosławskiego nadano jednej z ulic wąwolnickich.
- Stanisław Gosławski (1918–2008) – polski rzeźbiarz i twórca dzieł z zakresu rzemiosła artystycznego. Urodzony w Wąwolnicy, w której spędził lata swej młodości oraz rozwijał swoje umiejętności artystyczne. Brat Józefa[27].
- Stanisław Kostka Krzymowski – major pilot Wojska Polskiego, żołnierz Legionów Polskich, cichociemny.